# Акустический каротаж
Акустический каротаж (АК) — метод геофизических исследований скважин. Применяется для детального изучения распределения скорости сейсмических волн вдоль ствола скважин, для оценки пористости горных пород, определения их вещественного состава и характера насыщения.   
Основан на измерении времени пробега прямой или преломлённой волны от источника до приёмника, установленных на зонде.  Интервальные скорости продольных или поперечных волн находятся путём деления длины зонда на измеренное интервального времени. 

## Описание
Для более детального изучения физических свойств зонды АК могут работать на нескольких частотах, иметь, например, один передатчик колебаний и несколько приёмников, с разной базой — расстоянием от источника до приёмника.